# ماركو باسيلي
ماركو باسيلي (بالإيطالية: marco basile)‏ ممثل تلفزيوني إيطالي، ولد في مدينة نوتو الايطالية عام 1974 ، بدأ مسيرته الفنية عام 1998

## روابط خارجية
- ماركو باسيلي على موقع IMDb (الإنجليزية)
- ماركو باسيلي على موقع ألو سيني (الفرنسية)
- ماركو باسيلي على موقع أول موفي (الإنجليزية)
- ماركو باسيلي على موقع قاعدة بيانات الفيلم (الإنجليزية)